# Houlletia
Houlletia es un género de orquídeas perteneciente a la subfamilia Epidendroideae dentro de la familia Orchidaceae. Tiene 19 especies. Son nativas de México, y posiblemente también Guatemala a través de América Central hasta Bolivia. 

## Características
Las plantas tienen 2-4 hojas ovoides plegadas. Las inflorescencias comienzan  desde la base de los  pseudobulbos y tienen siempre  vistosas flores colgando hacia abajo en un simple racimo.

## Hábitat
Se encuentran cada vez más en terraplenes, en lugar frescos y húmedo a 1000-2200 m de altitud.

## Etimología
El género lleva el nombre en honor del coleccionista de orquídeas y productor francés M. Houllet,  coleccionista de orquídeas en Brasil y más tarde el director del Botánico Jardin des Plantes de París, en el siglo XIX.

## Híbridos intergenéricos
- Houllora ( Gongora x Houlletia ), in Orchid Rev. , 108(1234), IPNI ID 1014858-1, 7 de febrero de 2003

## Especies
| - Houlletia antioquensis - Houlletia boliviana - Houlletia brocklehurstiana - Houlletia buchtieni - Houlletia clarae - Houlletia clava - Houlletia conspersa - Houlletia juruenensis - Houlletia kaltreyeriana | - Houlletia lowiana - Houlletia odoratissima - Houlletia roraimensis - Houlletia sanderi - Houlletia stapeliaeflora - Houlletia stapelioides - Houlletia tigrina - Houlletia unguiculata - Houlletia vittata - Houlletia wallisii |

## Sinonimia
- Jennyella Lückel & Fessel, Caesiana 13: 3 (1999).[1]